# Wereldkampioenschappen schaatsen afstanden 2019 - Teamsprint mannen
De teamsprint mannen op de wereldkampioenschappen schaatsen afstanden 2019 werd gereden op donderdag 7 februari 2019 in het ijsstadion Max Aicher Arena in Inzell, Duitsland. Nederland werd als eerste land wereldkampioen teamsprint voor mannen.

## Uitslag
| #      | Land        | Naam                                                             | Tijd      |
| ------ | ----------- | ---------------------------------------------------------------- | --------- |
| Goud   | Nederland   | Ronald Mulder Kjeld Nuis Kai Verbij                              | 1.19,05BR |
| Zilver | Zuid-Korea  | Cha Min-kyu Kim Jun-ho Kim Tae-yun                               | 1.20,04   |
| Brons  | Rusland     | Pavel Koelizjnikov Roeslan Moerasjov Viktor Moesjtakov           | 1.20,10   |
| 4      | Duitsland   | Joel Dufter Denny Ihle Nico Ihle                                 | 1.20,59   |
| 5      | Polen       | Marcin Bachanek Piotr Michalski Artur Nogal                      | 1.22,76   |
| 6      | Wit-Rusland | Ihnat Halavatsjoek Aliaksei Kirpichnik Vital Michajlaw           | 1.23,51   |
| 7      | China       | Ning Zhongyan Wang Shiwei Wu Yu                                  | DQ        |
| 7      | Noorwegen   | Håvard Holmefjord Lorentzen Bjørn Magnussen Henrik Fagerli Rukke | DQ        |

2019 · 
2020 · 2021 · 2022 .
2023 .
2024 ·
2025